# Wieprecht von Kropff
Wieprecht von Kropff (* 16. Juli 1908 in Germershausen; † 1978) war ein deutscher Landrat.

## Leben und Wirken
Er war Angehöriger des 1560 nobilitierten Adelsgeschlechts Kropff. Wieprecht von Kropff studierte Rechtswissenschaften und war zunächst Regierungsreferendar bei der Bezirksregierung Kassel. Zum 1. Mai 1933 trat er in die NSDAP ein (Mitgliedsnummer 2.857.558) und wurde Gaustellenleiter. Im April 1936 wurde er zum Regierungsassessor ernannt und dem Landratsamt Neuwied überwiesen. Ein Jahr später kam er zur Bezirksregierung Schneidemühl, im April 1938 wurde er aushilfsweise beim Reichskommissar für die Preisbildung beschäftigt. Im April 1939 wurde er Regierungsrat und auf Fürsprache des NSDAP-Gauleiters Josef Wagner am 13. Juni 1940 stellvertretender Landrat in Lippstadt. Nach der kommissarischen Ernennung am 17. August 1940 folgte die definitive Ernennung zum Landrat des Kreises Lippstadt am 24. April 1941. In diesem Amt blieb er bis zum 16. März 1945, als er durch den Regierungspräsidenten Arnsberg zur Verbindungsstelle des Reichsverteidigungskommissars in Wetter abgeordnet wurde.
Von Kropff ging 1949 in den vorzeitigen Ruhestand. Sein Grab befindet sich in Oberweimar bei Marburg an der Lahn.